# Elaphidion tomentosum
Elaphidion tomentosum är en skalbaggsart som beskrevs av Louis Alexandre Auguste Chevrolat 1862. Elaphidion tomentosum ingår i släktet Elaphidion och familjen långhorningar.
Artens utbredningsområde är:
- Kuba.
- Haiti.
- Montserrat.

Inga underarter finns listade i Catalogue of Life.